# Крытый мост (Павия)
Крытый мост (Понте-Коперто, итал. Ponte Coperto), также Старый мост (итал. Ponte Vecchio) ― арочный мост из камня и кирпича, пересекающий реку Тичино в городе Павия, Италия.
Предыдущий мост, построенный в 1354 году, был сильно поврежден в результате действий антигитлеровской коалиции в 1945 году. Дискуссия о том, нужно ли ремонтировать мост или построить новый, завершилась, когда в 1947 году мост частично обрушился. Строительство нового моста началось в 1949 году. В отличие от предыдующего моста, у которого было 7 арок, новый мост имеет 5 арок. На нынешнем мосту, как и на предыдущем, устроена часовня. Крытый мост до XIX века был единственным кирпичным мостом, пересекающим Тичино в районе от озера Маджоре до впадения в реку По.

## История

### Мост во времена Римской империи
В доримские времена река Тичино впадала в долину По ниже того места, где сейчас стоит мост. В месте слияния двух рек, на территории, которая тогда контролировалась населением культуры Голасекка, около 600 г. до н. э., согласно Ливию, кельтский принц Белловес разгромил этрусков и, поселившись на этой территории со своим народом, затем основал город Милан.
В 218 году до нашей эры, когда место соединения Тичино и По сместилось вниз по течению на несколько километров, римляне во главе с Публием Сципионом построили мост, который позднее разрушили, потерпев поражение от карфагенского военачальника Ганнибала в битве при Тицине.
Во времена Римской империи в древнем городе Тицин уже существовал мост, соединявший два берега реки Тичино на том же месте, где находится современный Крытый мост. Основание одной из центральных опор всё ещё видно сегодня при низком уровне воды. Ориентация опоры доказывает, что в римскую эпоху направление течения реки было другим. Считается, что римский мост был построен в эпоху императора Октавиана Августа.

### Легенда
Согласно легенде, в 999 году, в канун Рождества, несколько паломников хотели посетить полуночную мессу, но из-за густого тумана их лодки не смогли переправиться через реку. Внезапно явился человек в красной одежде и пообещал, что немедленно построит мост в обмен на первую душу, перешедшую мост. Человек в красном был дьяволом, и его узнал только архангел Михаил, пришедший из церкви неподалёку. Михаил сделал вид, что согласился на сделку, но, как только мост был построен, первой по нему прошла коза. Поэтому мост также стал известен как Мост Дьявола («итал. Ponte del Diavolo»).

### Мост XIV века

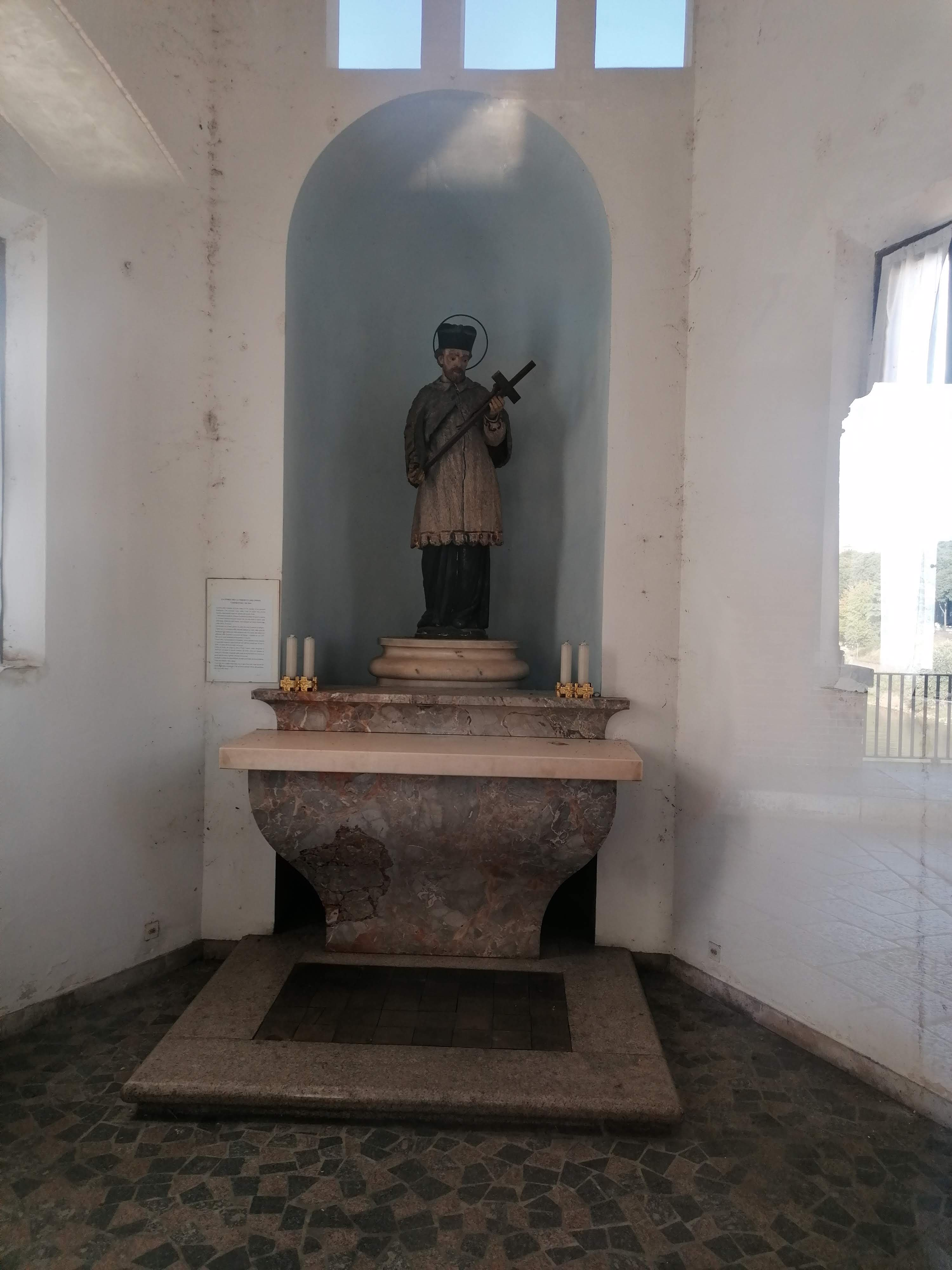
Интерьер часовни со статуей святого Яна Непомуцкого XVIII века, пережившей бомбардировки во время Второй мировой войны

Римский мост продолжал функционировать в начале Средневековья и был восстановлен в 860 году королём Баварии Людовиком Немецким, который приказал свободным крестьянам, зависимым от аббатства Боббио, приехать на работу в Павии. В Средние века мост имел важное значение, поскольку являлся узловым пунктом на пересечении двух основных торговых путей для всей долины реки По: речного пути, по которому можно было добраться до Адриатического моря и Венеции, и проходившей по мосту ломбардской дороги, соединявшей Геную с Миланом. Новый мост был построен в 1351 году на руинах римского моста по проекту Джованни да Феррара и Якопо да Коццо. Строительство было завершено в 1354 году. Мост был крытым, имел десять арок неправильной формы и две башни на концах, которые использовались для обороны. Этот мост, хотя и всего с шестью арками, можно видеть на фресках Бернардино Ланцани (около 1524 г.) в павийской церкви Святого Теодора. Во время строительства испанских стен в XVII веке первые полторы арки со стороны города и первая арка со стороны Борго были встроены в бастионы и закрыты. Впоследствии были добавлены новые элементы: входной портал со стороны Борго Тичино (1599 г.), часовня в центре моста в честь святого Яна Непомуцкого (1746 г.) и вход, построенный Карло Армати (1822 г.), со стороны исторического центра. В дворце Меццабарба, резиденции муниципалитета Павии, выставлена деревянная модель моста XIV века, построенного в 1938 году.
Бомбардировки союзников в сентябре 1944 года во время Второй мировой войны повредили мост и разрушили одну из его арок. В конце войны развернулась дискуссия о возможности починить старый мост или снести его. Из-за опасений, что любое обрушение моста могло вызвать наводнение, в феврале 1948 года Министерство общественных работ приказало снести мост. В реке до сих пор можно заметить остатки опор древнего моста.

### Мост XX века

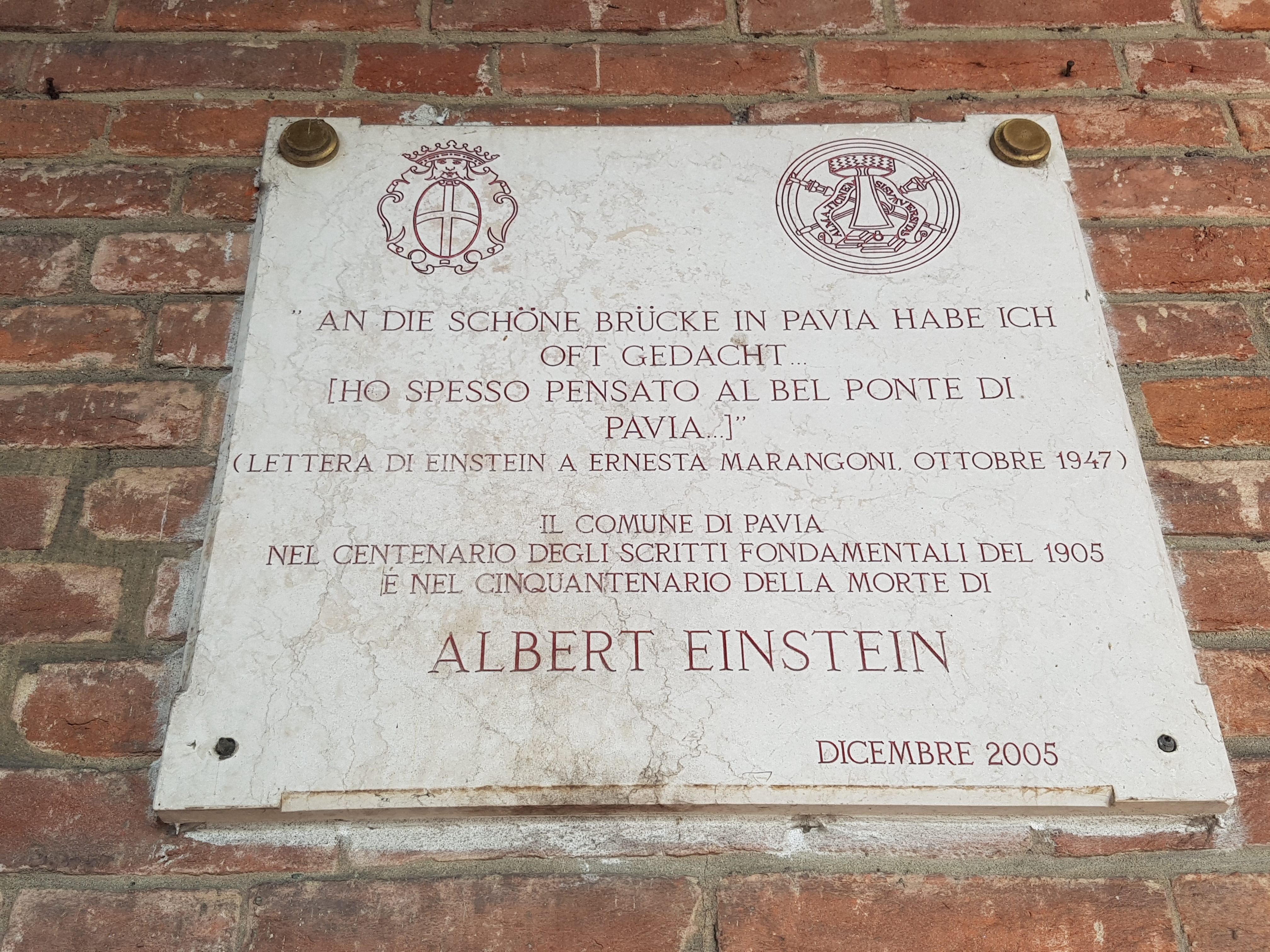
Мемориальная доска на мосту c цитатой Эйнштейна

Строительство нового моста началось в 1949 году, а его открытие состоялось в 1951 году. На входе со стороны города был помещен эпиграф со словами:

На древнем берегу лазурной реки Тичино, по подобию древнего Крытого моста, разрушенного яростью войны, Итальянская Республика восстановила.
Оригинальный текст (итал.)Sull'antico varco del ceruleo Ticino, ad immagine del vetusto Ponte Coperto, demolito dalla Furia della guerra, la Repubblica Italiana riedificò.

Мост был построен примерно на 30 метров (98 футов) дальше по течению, чем предыдущий. Мост короче, поскольку он расположен строго перпендикулярно течению реки. Старый мост проходил по линии, соединяющей улицы Страда Нуова (в центре города) и Пьяццале Джиналья (в Борго Тичино). Изменения в проекте были направлены на улучшение дорожных условий на мосту и облегчение течения воды в реке.
В 2005 году, по случаю 50-летия со дня смерти Альберта Эйнштейна, в центральной части моста была установлена мемориальная доска. Надпись на табличке, цитата из письма Эйнштейна Эрнесте Марангони гласит:

Я часто думал о прекрасном мосте в Павии.
Оригинальный текст (нем.)An die schöne Brücke in Pavia habe ich oft gedacht.

## В массовой культуре
Мост был показан в фильме Альберто Латтуада «Шинель».